# Space Jam (colonna sonora)
La colonna sonora del film Space Jam è stata pubblicata dalla Warner Bros. Records nel 1996, in concomitanza con l'uscita della pellicola nelle sale cinematografiche.
L'album contiene la hit mondiale I Believe I Can Fly scritta da R. Kelly appositamente per il film. Sono inoltre presenti diverse tracce di altri importanti artisti R&B/hip hop come Seal, Monica e Coolio. Il brano I Turn to You, qui interpretato dagli All-4-One, sarà successivamente portato al successo da Christina Aguilera.

## Tracce
Per ogni traccia sono indicati i relativi autori e interpreti.
1. Fly Like an Eagle – 4:15 (Steve Miller) – Seal
2. The Winner – 4:03 (Artis Ivey Jr., Brian Dobbs, Curtis Mayfield) – Coolio
3. Space Jam – 5:07 (Johnny McGowan, Nathaniel Orange, V Bryant) – Quad City DJ's
4. I Believe I Can Fly – 5:22 (Robert Kelly) – R. Kelly
5. Hit 'Em High (The Monstars' Anthem) – 4:18 (Louis Freese, Trevor Smith Jr., Ivey, James Smith & Clifford Smith, Jean-Claude Olivier, Samuel Barnes) – B-Real, Busta Rhymes, Coolio, LL Cool J, Method Man
6. I Found My Smile Again – 6:16 (Michael Archer) – D'Angelo
7. For You I Will – 4:56 (Diane Warren) – Monica
8. Upside Down ('Round-N-'Round) – 4:17 (Bernard Edwards, Nile Rodgers, Cheryl James, Sandra Denton) – Salt-N-Pepa
9. Givin' U All That I've Got – 4:04 (Robin Stone, Todd Terry) – Robin S.
10. Basketball Jones – 5:40 (Thomas Chong, Richard Marin) – Barry White, Chris Rock
11. I Turn to You – 4:53 (Diane Warren) – All-4-One
12. All of My Days – 4:02 (Robert Kelly, Shawn Carter) – R. Kelly feat. Changing Faces, Jay-Z
13. That's the Way (I Like It) – 3:50 (Harry Wayne Casey, Richard Finch) – Spin Doctors feat. Biz Markie
14. Buggin' – 4:15 (Shawn Carter, James Newton Howard) – Bugs Bunny

## Classifiche

### Classifiche settimanali
| Classifica (1997) | Posizione massima |
| ----------------- | ----------------- |
| Australia         | 15                |
| Austria           | 12                |
| Belgio (Fiandre)  | 17                |
| Belgio (Vallonia) | 11                |
| Canada            | 5                 |
| Francia           | 23                |
| Germania          | 4                 |
| Norvegia          | 2                 |
| Nuova Zelanda     | 6                 |
| Paesi Bassi       | 5                 |
| Stati Uniti       | 2                 |
| Svezia            | 8                 |
| Svizzera          | 11                |

### Classifiche di fine anno
| Classifica (1997) | Posizione |
| ----------------- | --------- |
| Stati Uniti       | 4         |

### Classifiche di fine decennio
| Classifica (1990–1999) | Posizione |
| ---------------------- | --------- |
| Stati Uniti            | 69        |